# Jack Nasher
Jack Nasher, właśc. Jack Lord Nasher-Awakemian (ur. 1 czerwca 1979 w Korbach) – niemiecki autor bestsellerów, doradca ds. negocjacji, profesor w Munich Business School w latach 2010–2023.

## Życiorys

### Dzieciństwo i wykształcenie
Jack Nasher jest synem syryjsko-armeńsko-amerykańskiego chirurga i niemiecko-afgańskiej lekarki medycyny wewnętrznej. Jest również kuzynem afgańskiego piosenkarza Farhada Darya.
Nasher uczęszczał do szkoły w Niemczech, Francji i Stanach Zjednoczonych. Uzyskał tytuł magistra filozofii i psychologii Uniwersytetu w Trewirze. Ukończył studia prawnicze na Uniwersytecie we Frankfurcie, oraz uzyskał stopień magistra w zakresie zarządzania z Uniwersytetu w Oxfordzie i był również pracownikiem naukowym w Holywell Manor w Balliol College w Oxfordzie.
Ukończył doktorat z filozofii na Uniwersytecie w Wiedniu. Zakończył szkolenie prawnicze w Europejskim Trybunale Sprawiedliwości, w Parlamencie Europejskim oraz w kancelarii Skadden, Arps, Slate, Meagher & Flom, oraz w przedstawicielstwie niemiec przy ONZ w Nowym Jorku.
Nasher rozpoczął karierę nauczyciela na uniwersytecie w Oxfordzie, gdzie prowadził również wywiady z potencjalnymi studentami, zanim został wybrany na profesora zarządzania i organizacji w Munich Business School w 2010 roku. W chwili powołania był najmłodszym profesorem w Bawarii.

### Życie prywatne
Autor przekazał w całości honoraria autorskie ze swojej książki „Die Staatstheorie Karl Poppers” organizacji Human Rights Watch, której celem jest promowanie praw człowieka poprzez badanie nadużyć i nacisk na rządy w celu zapewnienia sprawiedliwości na całym świecie.
Nasher jest mentalistą i regularnie występuje w The Magic Castle w Los Angeles, dał pokaz w czasie show Manhattan Magic na Times Square w Nowym Jorku w 2009. Był uczestnikiem niemieckiego programu telewizyjnego The next Uri Geller. Był też producentem brytyjskiego filmu gangsterskiego „The Smoke”, który został zaprezentowany na Międzynarodowym Festiwalu Filmowym w Marbelli.

## Publikacje
Nasher stosuje w swoich pracach głównie koncepcje psychologiczne w celu oceny i wpływu na osoby, głównie w kontekście negocjacji. Książka Nashera została opublikowana w Niemczech, Austrii, Szwajcarii, Polsce, Czechach, Korei, Rosji, Tajwanie i Chinach i osiągnęła wiele statusów bestsellerów Niemczech.
Jego prace są regularnie publikowane m.in. w ZEIT, Handelsblatt, Süddeutsche Zeitung i Focus, w którym Nasher redaguje własną kolumnę.
Pierwszy bestseller Nashera „Durchschaut” (2010) koncentrował się na narzędziach do wykrywania oszustwa, podczas gdy „Entlarvt!” (2015) ukazuje metody przesłuchań w kontekście korporacyjnym. W „Deal!” autor skupił się na technikach negocjacyjnych. Książka stała się jedną z najlepiej sprzedających się niemieckich książek roku i została uznana za jedną z najlepszych książek biznesowych roku.
- Die Kunst, Kompetenz zu zeigen, mvg 2004, ISBN 978-3478734608.
- Die Moral des Glücks. Eine Einführung in den Utilitarismus, Berlin: Duncker & Humblot 2009, ISBN 978-3-428-12877-8.
- Durchschaut: Das Geheimnis, kleine und große Lügen zu entlarven, Random House 2010, ISBN 978-3-453-16992-0 również wydana w Chinach, Korei, Tajwanie, Polsce, Czechach, Austrii i Szwajcarii[30]. W Polsce pod tytułem „Jak rozpoznać kłamcę” 2010 r. wydawnictwo Czarna Owca[31]
- Deal! Du gibst mir, was ich will, Frankfurt/Nowy Jork: Campus 2013, ISBN 978-3593398211 również wydana w Rosji, Korei, Tajwanie, Chinach, Austrii i Szwajcarii.
- Entlarvt! Wie Sie in jedem Gespräch an die ganze Wahrheit kommen, Frankfurt/Nowy Jork: Campus 2015, ISBN 978-3593501260.
- Überzeugt. Wie Sie Kompetenz zeigen und Menschen für sich gewinnen Frankfurt/Nowy Jork: Campus 2017, ISBN 978-3593398228.
- Die Staatstheorie Karl Poppers eine kritisch-rationale Methode, Tuebingen: Mohr 2017, ISBN 978-3161552434.

## Nagrody i członkostwa
- 2016: Złoty Medal za najlepszy artykuł na Międzynarodowej Konferencji Psychologii Stosowanej w Kolombo[32]
- członek, Stowarzyszenie Osobowości i Psychologii Społecznej
- członek Stowarzyszenia Psychologów Biznesowych

## Konferencje
- Co sprawia, że liderzy są świetni? Rzeczywiste i postrzegane kompetencje liderów; Interaktywne sympozjum zaprezentowane na 42. dorocznej konferencji Europejskiej Międzynarodowej Akademii Biznesu (EIBA), 2-5 grudnia 2016, Wiedeń
- Sztuka wystawiania opinii, CECE Kongress „Przemysł w transformacji. Czynniki sukcesu”; 5-7 października 2016, Praga
- Wymiana cegły na jadeit, 6 Międzynarodowe wystąpienie o Negocjacji, 16-18 listopada 2016 Paryż
- Wrażenie kompetencji, Międzynarodowa Konferencja Psychologii Stosowanej, 26–28 sierpnia 2016, Kolombo
- Ponowne zwrócenie uwagi na normę wzajemności, 11. międzynarodowe sympozjum badawcze, 15–17 czerwca 2016, Rzym.